# Държавен департамент на САЩ
Държавният департамент на САЩ (на английски: The United States Department of State), също така наричан неформално Министерство на външните работи на САЩ, е един от изпълнителните департаменти в правителството на САЩ и отговаря за международните отношения на САЩ. Департаментът е създаден през 1789 година и е първият създаден в САЩ департамент, който е изпълнителен орган.
Департаментът се намира близо до Белия дом във Вашингтон. Департаментът оперира дипломатическите мисии на САЩ в чужбина и е отговорен за прилагането на международната политика и дипломатическите усилия на САЩ.
Департаментът се оглавява от Държавен секретар, който е номиниран от президента на САЩ и е одобрен от Сената, и който също така е член на кабинета.
Първи държавен секретар е Томас Джеферсън. В края на втория мандат на президента Джордж Уокър Буш (2008) държавен секретар е Кондолиза Райс, която на 2 пъти посещава България на този пост.